# Поздняков Олексій Олександрович
Олексі́й Олекса́ндрович Поздняко́в (нар. 1 травня 1995) — український легкоатлет, який спеціалізується в бігу на короткі дистанції.
На національних змаганнях представляє Донецьку область (раніше — Сумську область).
Перший тренер - Марченко Михайло Степанович (до 2022 року)
Наразі тренується під керівництвом Чумака Анатолія Івановича

## Спортивні досягнення
Дворазовий чемпіон Європейських ігор у командному заліку та в естафеті переслідування (2019).
Фіналіст (5-е місце) чемпіонату Європи в приміщенні в естафеті 4×400 метрів (2017).
Фіналіст (5-е місце) чемпіонату Європи серед молоді в естафеті 4×400 метрів (2015).
Чемпіон України в естафетах 4×100 та 4×400 метрів (2017).
Чемпіон України в приміщенні в естафеті 4×400 метрів (2016, 2017).
Багаторазовий призер національних чемпіонатів просто неба та у приміщенні в спринтерських та естафетних дисциплінах. 
Ексрекордсмен України в змішаній естафеті 4×400 метрів (2021).

## Державні нагороди
- Орден «За заслуги» III ст. (15 липня 2019) — за досягнення високих спортивних результатів ІІ Європейських іграх у м. Мінську (Республіка Білорусь), виявлені самовідданість та волю до перемоги, піднесення міжнародного авторитету України[3]